# Blackburn Iris
Die Blackburn R.B.1 Iris war das erste von Blackburn konstruierte Flugboot. R.B. stand dabei für Reconnaissance Boat (deutsch: Aufklärungsflugboot).

## Geschichte
Die Entwurfsausführung orientierte sich an den Ausschreibungsanforderungen 14/24, wobei die erste Version noch in Holzbauweise ausgeführt war. Der dreistielige Doppeldecker besaß Querruder an allen vier Tragflächen und wurde von drei Condor III mit Zugpropellern angetrieben. Die Entwicklung und der Bau der Maschine, die die Marine-Seriennummer N185 erhielt, zog sich über zwei Jahre hin. Nach dem Erstflug am 19. Juni 1926, wurde der Prototyp zur Erprobung am Marine Aircraft Experimental Establishment nach Felixstowe überführt.
Im folgenden Jahr wurde der Rumpf auf Ganzmetallbauweise umgestellt; daneben gab es bessere Triebwerke. Während des gesamten Einsatzzeitraums bei der RAF wurden Verbesserungen und Modifizierungen vorgenommen. Bei der Version Iris IV z. B. trieb das mittlere Triebwerk eine Druckschraube an. 
Es wurden nur wenige Exemplare dieses Fernaufklärungsflugboots gebaut und gegen 1933 die letzten ausgemustert. Das Nachfolgemuster war die Blackburn R.B. 3A Perth.

## Militärische Nutzer
Vereinigtes Königreich
- Royal Air Force

## Technische Daten
| Kenngröße             | Daten der R.B.1B Iris III                                                 |
| --------------------- | ------------------------------------------------------------------------- |
| Besatzung             | 5                                                                         |
| Länge                 | 20,54 m                                                                   |
| Spannweite            | 29,57 m                                                                   |
| Tragflügelfläche      | 207,7 m²                                                                  |
| Höhe                  | 7,77 m                                                                    |
| Startmasse            | 13.376 kg                                                                 |
| Antrieb               | drei 12-Zylinder-V-Motoren Rolls-Royce Condor IIIB mit je 684 PS (503 kW) |
| Höchstgeschwindigkeit | 190 km/h in Meereshöhe                                                    |
| Reichweite            | 1.287 km                                                                  |
| Bewaffnung            | drei 7,7 mm-MG, bis zu 907 kg Bomben                                      |